# Puente Viejo de Béziers
El puente Viejo (en francés: Pont vieux) es un puente sito en Béziers, en el departamento de Hérault (Francia). Característico de la arquitectura románica (siglo XII), permite el paso del río Orb. Durante mucho tiempo fue el único punto de paso del Orb a lo largo del camino de Provenza hasta Toulouse. Ha padecido diversas obras en diferentes épocas: siglos XIV, XV y XVI. En cartas dirigidas a los cónsules de Béziers, Carlos VII y Luis XI hablaban de un puente "de gran antigüedad, suntuoso y de gran edificio". 
El puente Viejo de Béziers ha sido clasificado como Monumento histórico de Francia desde el 18 de junio de 1963.